# Schachbundesliga 2001 (Schweiz)
In der Saison 2001 der Schweizer Bundesliga im Schach lieferten sich der SV Wollishofen, der Schachverein Birsfelden/Beider Basel und der Titelverteidiger ASK Winterthur einen Dreikampf um den Titel. In der vorletzten Runde verlor Birsfelden/Beider Basel seine Titelchancen durch eine Niederlage gegen Wollishofen, die auch die letzte Runde gewannen und damit Bundesmeister wurden, während Winterthur durch eine Niederlage gegen Birsfelden/Beider Basel sogar auf den 4. Platz zurückfiel.
Aus der 2. Bundesliga war der Club d’échecs de la Chaux-de-Fonds aufgestiegen, der den Klassenerhalt erreichte, absteigen musste hingegen der SK Aarau. Darüber hinaus zog der SV Birsfelden/Beider Basel seine Mannschaft in die 1. Regionalliga zurück.
Zu den gemeldeten Mannschaftskadern der teilnehmenden Vereine siehe Mannschaftskader der schweizerischen 1. Bundesliga im Schach 2001.

## Abschlusstabelle
| Pl. | Verein                                 | Sp | G | U | V | MP   | Brett-P.  |
| --- | -------------------------------------- | -- | - | - | - | ---- | --------- |
| 01. | SV Wollishofen                         | 7  | 6 | 0 | 1 | 12:2 | 35,5:20,5 |
| 02. | SK Bern                                | 7  | 4 | 1 | 2 | 9:5  | 31,5:24,5 |
| 03. | Schachverein Birsfelden/Beider Basel   | 7  | 4 | 1 | 2 | 9:5  | 31,0:25,0 |
| 04. | ASK Winterthur (M)                     | 7  | 4 | 1 | 2 | 9:5  | 30,0:26,0 |
| 05. | Basel BVB                              | 7  | 3 | 1 | 3 | 7:7  | 23,0:33,0 |
| 06. | Club d’échecs de la Chaux-de-Fonds (N) | 7  | 2 | 1 | 4 | 5:9  | 25,0:31,0 |
| 07. | Luzern Musegg                          | 7  | 1 | 2 | 4 | 4:10 | 26,5:29,5 |
| 08. | SK Aarau                               | 7  | 0 | 1 | 6 | 1:13 | 21,5:34,5 |

## Entscheidungen
|     | Schweizer Bundesmeister: SV Wollishofen                                                               |
|     | Absteiger in die 2. Bundesliga: Schachverein Birsfelden/Beider Basel (freiwilliger Rückzug), SK Aarau |
| (M) | Meister der letzten Saison                                                                            |
| (N) | Aufsteiger der letzten Saison                                                                         |

## Kreuztabelle
| Ergebnisse | Ergebnisse                           | 01. | 02. | 03. | 04. | 05. | 06. | 07. | 08. |
| ---------- | ------------------------------------ | --- | --- | --- | --- | --- | --- | --- | --- |
| 01.        | SV Wollishofen                       |     | 3½  | 4½  | 5½  | 7   | 5   | 5½  | 4½  |
| 02.        | SK Bern                              | 4½  |     | 4   | 3½  | 7½  | 3   | 4½  | 4½  |
| 03.        | Schachverein Birsfelden/Beider Basel | 3½  | 4   |     | 5   | 3   | 5½  | 5   | 5   |
| 04.        | ASK Winterthur                       | 2½  | 4½  | 3   |     | 5   | 6   | 4   | 5   |
| 05.        | Basel BVB                            | 1   | ½   | 5   | 3   |     | 5   | 4½  | 4   |
| 06.        | Club d’échecs de la Chaux-de-Fonds   | 3   | 5   | 2½  | 2   | 3   |     | 4   | 5½  |
| 07.        | Luzern Musegg                        | 2½  | 3½  | 3   | 4   | 3½  | 4   |     | 6   |
| 08.        | SK Aarau                             | 3½  | 3½  | 3   | 3   | 4   | 2½  | 2   |     |

## Aufstiegsspiel zur 1. Bundesliga
Für das Aufstiegsspiel qualifiziert hatten sich mit dem Schachclub Niederrohrdorf und Schwarz-Weiss Bern die Sieger der beiden Zweitligastaffeln. Der Wettkampf fand am 22. September in Olten statt. Niederrohrdorf setzte sich mit 5½:2½ durch und stieg damit in die 1. Bundesliga auf. Aufgrund des Rückzuges des SV Birsfelden/Beider Basel durfte allerdings auch Schwarz-Weiss Bern aufsteigen.
| SC Niederrohrdorf    | Schwarz-Weiss Bern    | Ergebnis |
| -------------------- | --------------------- | -------- |
| Ivan Nemet           | Frank Salzgeber       | ½:½      |
| Bernhard Weigand     | Michael Wigger        | 1:0      |
| Christian Palmer     | Markus Klauser        | ½:½      |
| Peter Kühn           | Nicolas Curien        | 1:0      |
| Helmut Eidinger      | Markus Rufener        | 0:1      |
| Heinz Schaufelberger | Fabrice Pinol Fulgoni | 1:0      |
| Hans Karl            | Andreas Wegmüller     | ½:½      |
| Leonhard Müller      | Cédric Pahud          | 1:0      |

## Die Meistermannschaft
| 1.            | SV Wollishofen |
| Schachfiguren | Olivier Moor, Roger Moor, Michael Hochstrasser, Martin Fierz, Fabian Mäser, Felix Hindermann, Emanuel Wyler, Andreas Umbach, Patrick Kupper, Fabio Degiacomi, Thomas Held, Thomas Wyss, Martin Albisetti, Ralph Bauert. |